# Ляткова
Ляткова (пол. Latkowa) — село в Польщі, у гміні Мілич Мілицького повіту Нижньосілезького воєводства.
Населення — 219 осіб (2011).
У 1975-1998 роках село належало до Вроцлавського воєводства.

## Демографія
Демографічна структура станом на 31 березня 2011 року:
|          | Загалом | Допрацездатний вік | Працездатний вік | Постпрацездатний вік |
| -------- | ------- | ------------------ | ---------------- | -------------------- |
| Чоловіки | 120     | 28                 | 82               | 10                   |
| Жінки    | 99      | 27                 | 53               | 19                   |
| Разом    | 219     | 55                 | 135              | 29                   |